# Halima Xudoyberdiyeva
Halima Xudoyberdiyeva (en ouzbek : Ҳалима Худойбердиева), née le 17 mai 1947 à Bayaut (RSS d’Ouzbékistan) et morte le 17 août 2018, est une poétesse ouzbèke dont les thèmes abordés à différents moments de sa carrière sont l'identité nationale et l'histoire de l'Ouzbékistan, les mouvements de libération et le féminisme. Elle est honorée du titre de Poète du peuple de l'Ouzbékistan.

## Biographie
Halima Xudoyberdiyeva naît le 17 mai 1947 à la ferme collective de Taraqqiyot à Boyovut, dans la région de Sirdaryo, en Ouzbékistan. En 1972, elle obtient son diplôme de la Faculté de journalisme de l'université nationale d'Ouzbékistan. Son premier emploi est celui d'éditrice au magazine Saodat. De 1975 à 1977, elle suit des études supérieures avancées à l'Institut de littérature Maxime-Gorki à Moscou. En 1978, elle devient responsable du département des publications de Yosh Gvardiya. De 1984 à 1994, elle occupe le poste de rédactrice en chef de Saodat. Elle est également la première présidente du Comité des femmes de l'Ouzbékistan de 1991 à 1994.
Selon Razia Sultanova, la poésie de Xudoyberdiyeva présente des « exemples parfaits » de la poésie soufie féminine d'Asie centrale.

## Publications
| Ilk Muhabbat (Premier amour), 1972                                  |
| Oq Olmalar (Pommes blanches), 1973                                  |
| Chaman (Jardin fleuri), 1974                                        |
| Suyanch Tog'larim (Mes montagnes qui me soutiennent), 1976          |
| Beliye Yabloki (traduction russe d'Oq Olmalar ), 1977               |
| Bobo Quyosh (Grand-Père Soleil), 1977                               |
| Muqaddas Ayol (Femme sacrée), 1987                                  |
| Bu Kunlarga Yetganlar Bor (Ceux qui ont atteint ces jours-ci), 1993 |
| To'marisning Aytgani (Les paroles de Tomyris), 1996                 |

L'anthologie de Xudoyberdiyeva intitulée Saylanma (Sélection), avec une préface du poète Abdulla Oripov, est publiée en 2000.

## Récompenses et distinctions
En 1992, Xudoyberdiyeva est honorée du titre de Poète du peuple de l'Ouzbékistan et reçoit la médaille de l'Ordre de l'Insigne d'honneur. En 2017, à l'occasion de son 70e anniversaire, elle se voit décerner la médaille de l'Ordre d'El-Yurt Hurmati (« Respect de la patrie »).
- Ordre de l'Insigne d'honneur (1992)[5]
- Prix d'État Hamza
- Poète du peuple d'Ouzbékistan;
- Ordre « El-Yurt Hurmati »